# Red Line 7000
Red Line 7000 (bra: Faixa Vermelha 7000; prt: Traço Vermelho 7000) é um filme americano de ação esportivo lançado em 1965 pela Paramount Pictures. Foi dirigido por Howard Hawks e é estrelado por James Caan, Laura Devon e Marianna Hill em uma história sobre jovens pilotos de stock car tentando se estabelecer e sobre os complicados relacionamentos românticos em suas vidas. O título faz referência à linha vermelha no tacômetro do carro fixada em 7000 RPM indicando a velocidade máxima segura do motor, além da qual uma falha catastrófica ocorreria. O longa-metragem apresenta várias seções de corridas e acidentes da vida real intercalados com a trama.

## Enredo
Uma equipe de corrida comandada por Pat Kazarian (Norman Alden) começa com dois pilotos, Mike Marsh (James Caan) e Jim Loomis (Anthony Rogers), mas um acidente em Daytona resulta na morte de Jim. Sua namorada, Holly McGregor (Gail Hire), chega atrasada para a corrida e se sente culpada por não estar presente.
Um jovem piloto, Ned Arp (John Robert Crawford), junta-se à equipe e também tenta conquistar a irmã de Kazarian, Julie (Laura Devon). Um terceiro piloto, Dan McCall (Skip Ward), chega da França e traz consigo a namorada Gabrielle Queneau (Marianna Hill), mas logo desenvolve um interesse romântico por Holly.

## Elenco
- James Caan como Mike Marsh
- Laura Devon como Julie Kazarian
- Gail Hire como Holly McGregor
- Charlene Holt como Lindy Bonaparte
- John Robert Crawford como Ned Arp
- Marianna Hill como Gabrielle Queneau
- Skip Ward como Dan McCall (como James Ward)
- Norman Alden como Pat Kazarian
- George Takei como Kato
- Diane Strom como Recepcionista
- Anthony Rogers como Jim Loomis
- Carol Connors como Garçonete
- Cissy Wellman como Garçonete

## Produção

### Roteiro
O filme foi baseado em uma ideia original de Howard Hawks, embora o roteiro tenha sido escrito por George Kirgo. Hawks acrescenta que Red Line 7000 apresentaria "três histórias de amor sensuais e antiquadas sobre esses pilotos e suas namoradas. Eles têm seu próprio código. Eles brincam sobre o perigo. Eles não são durões, mas falam muito rudemente. O filme terá uma espécie de clima de guerra: na sexta-feira à noite, uma garota não sabe se um garoto ainda estará vivo no sábado à noite".
O diretor comenta que originalmente queria contar apenas uma história, mas então "de repente me dei conta. 'Isso é muito enchimento'. Hoje em dia, o público está muito à nossa frente. Então, adicionei mais duas histórias e agora contamos muito mais em algumas cenas, sem precisarmos chegar a elas passo a passo. Em outras palavras, despojados de todos os elementos não essenciais". E acrescentou: "você não se importa com quem vence a corrida; são as pessoas que contam".

### Escolha de Elenco
Howard Hawks teve sucesso descobrindo estrelas no passado (Lauren Bacall, Carole Lombard, George Raft) e decidiu escalar o filme com seis estreantes, além de Charlene Holt e Norman Alden. Ele disse que levou cinco meses para escalá-los. Os seis estreantes eram Gail Hire, Mariana Hill, Laura Devon, James Ward, John Crawford e James Caan (embora Caan já tivesse atuado em Lady in a Cage). Anteriormente, o cineasta preferia Paul Mantee que havia feito Robinson Crusoe on Mars (1964), porém a Paramount Pictures escalou James Caan.
Além de atuar, Carol Connors compôs duas canções para o filme: "Wildcat Jones" e "Prudence Pim of the PTA".
George Takei aparece em um papel coadjuvante como Kato, um mecânico de corrida parcialmente inspirado por Jack Kuramoto, o nipo-americano dono do posto de gasolina Jack's Auto Service em Little Tokyo, Los Angeles, que era amigo de Hawks e frequentemente trabalhava em seus carros pessoais. A escalação de Takei ocorreu um ano antes de sua atuação em Star Trek. Teri Garr aparece sem créditos praticando Go-go dancing em uma boate.

### Filmagem
As filmagens começaram em janeiro de 1965. O piloto da NASCAR Larry Frank ajudou a filmar o filme permitindo que a equipe de filmagem instalasse câmeras em seu carro. Mais tarde, Frank dirigiu o carro com câmera em uma corrida da NASCAR. O longa-metragem apresenta pistas como Daytona International Speedway, Darlington Raceway e Atlanta Motor Speedway. Em Red Line 7000, são apresentados muitos acidentes da temporada, incluindo o violento de AJ Foyt no Autódromo Internacional de Riverside no início do ano. Os automóveis com câmera foram fornecidos pela Ford e entraram em uma corrida regular com um piloto regular. "Estamos tentando dar a sensação do que significa ir tão rápido - 170 mph - em um carro".
Haskell Boggs substituiu Milton Krasner como diretor de fotografia durante a produção.

## Recepção
O Los Angeles Times chamou-o de "entretenimento rápido e emocionante".
Em 1967, Hawks disse que foi um erro escalar tantos novatos para o filme. "Novatos são bons quando você tem pessoas competentes para apoiá-los", disse ele. "É por isso que eu não tentaria Red Line 7000 novamente. Sempre foi um hábito meu colocar novatos com profissionais. Isso os mantém unidos, dá a eles uma chave para o ritmo. Não havia ninguém de quem eles pudessem se inspirar". A revista Filmink comentou mais tarde sobre o elenco: "Caan foi o único a conseguir sucesso e assistindo Red Line 7000 hoje não é difícil ver o porquê: ele é fantástico, um atleta crível (algo que o tornou uma raridade entre as estrelas de Hollywood, junto com Burt Reynolds), sensível, atormentado, simpático, apesar de interpretar um personagem que, quando você o analisa, é estuprador e repugnante". Mais tarde, o diretor disse que não gostou do filme, sentindo que era um problema alternar entre as histórias. "Quando consegui que as pessoas se interessassem por duas pessoas, cortei e comecei a trabalhar com mais duas e, quando o público se interessou por elas, passei para outras duas e logo o público ficou enojado e eu também", disse Hawks. "Para ser sério, acho que havia algumas coisas muito boas nele, mas como uma peça de entretenimento, não acho que fiz um bom trabalho. Acho que houve algumas cenas individuais que foram muito boas e houve muitas cenas de corrida excelentes. Mas não estou orgulhoso da obra como um todo".
Mais tarde, James Caan chamou o longa-metragem de "uma piada".
Entretanto, Quentin Tarantino é fã do filme:

Se eu fosse dirigir um filme de corrida, tentaria imitar bastante o estilo AIP dos anos 60. Provavelmente me inspiraria em Red Line 7000, de Howard Hawks ... Não é pretensioso, como Grand Prix e coisas do tipo, mas a história não é diferente. Tem um quê de novela com todo mundo tentando dormir com todo mundo, mas é feito de uma forma divertida. Na verdade, parece um ótimo filme do Elvis Presley. Os filmes de corrida do Elvis eram bons, mas não tão bons assim. Gosto da maneira como Red Line 7000 tem uma comunidade de personagens hospedados juntos neste Holiday Inn do automobilismo e curtindo juntos. É um passatempo legal